# Cuphea salvadorensis
Cuphea salvadorensis är en fackelblomsväxtart som först beskrevs av Paul Carpenter Standley, och fick sitt nu gällande namn av Standley. Cuphea salvadorensis ingår i släktet blossblommor, och familjen fackelblomsväxter. Inga underarter finns listade i Catalogue of Life.

## Bildgalleri

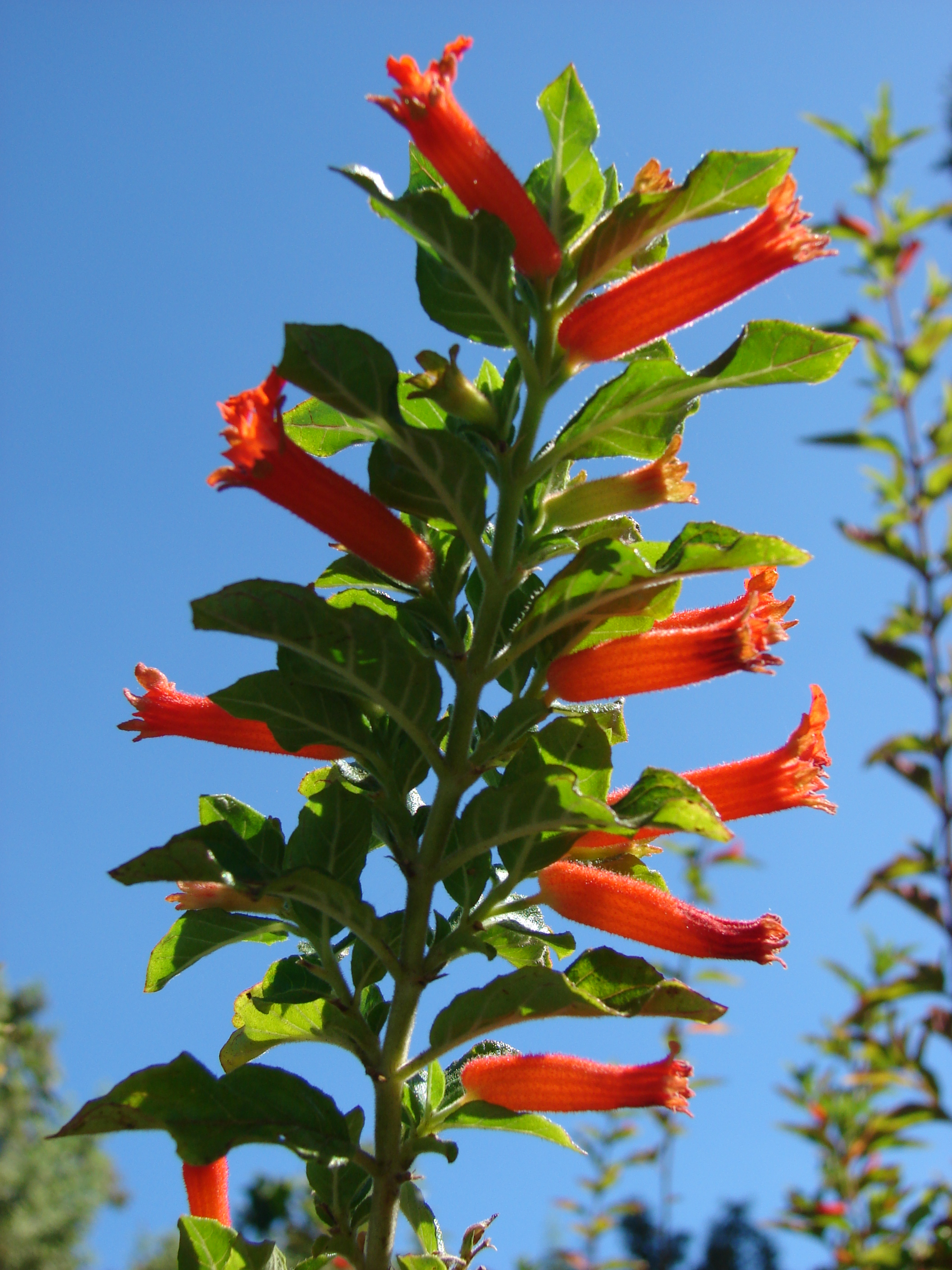
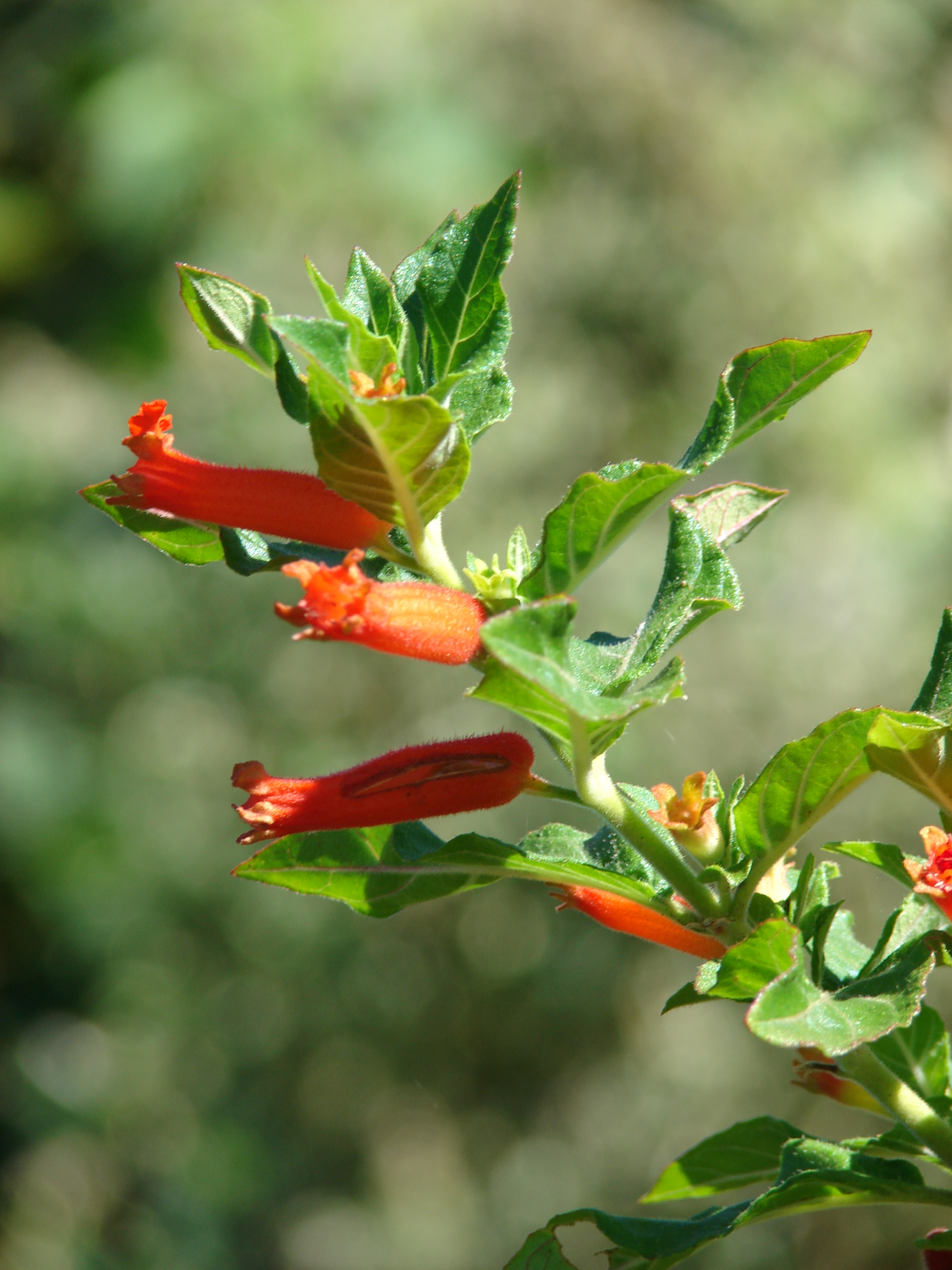